# Haliclona rosea
Haliclona rosea är en svampdjursart som först beskrevs av James Scott Bowerbank 1866.  Haliclona rosea ingår i släktet Haliclona och familjen Chalinidae. Arten är reproducerande i Sverige. Inga underarter finns listade i Catalogue of Life.